# Carl August Reichenbach

Rolle von Carl August Reichenbach bei der Entstehung des großen Druckmaschinenhersteller

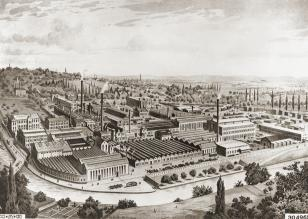
Sandersche Maschinenfabrik 1890

Carl August Reichenbach (* 18. Juni 1801 in Eisleben; † 19. August 1883 in Augsburg) war ein deutscher Industrieller, Maschinenfabrikant und Mitbegründer der späteren MAN Roland Druckmaschinen.

## Leben
Nach einer Drechslerlehre in Leipzig erlernte Carl August Reichenbach bei seinem Onkel Friedrich Koenig (1774–1833), dem Bruder seiner Mutter Marie und Erfinder der Schnellpresse, in Oberzell bei Würzburg den Beruf des „Schnellpressen-Monteurs“.
Ab 1824 arbeitete er als Maschinenmeister in der Augsburger Druckerei des Verlegers Georg Cotta von Cottendorf (1796–1863) (siehe auch: Cotta’sche Verlagsbuchhandlung). 1835 wurde Reichenbach stiller Teilhaber der Buchdruckerei seines Schwagers Gottlieb Ulrich Geiger. Nach dessen Tod heiratete seine Witwe Carl Buz, wodurch dieser zum Miteigentümer der Buchdruckerei in Augsburg wurde.
Im Jahr 1844 pachteten Reichenbach und Buz die erst 1840 nach Eröffnung der Eisenbahnlinie München-Augsburg vom Tabak-Fabrikanten Ludwig Sander gegründete Sander'sche Maschinen-Fabrik in Augsburg. Diese Firma wurde später in C. Reichenbach’sche Maschinenfabrik umbenannt. Es wurden eiserne Handpressen und Schnellpressen gebaut, daneben gehörten unter anderem auch Dampfmaschinen, Wasserräder und Turbinen zur Produktpalette des Unternehmens. Mit der ersten Maschine, die am 5. Mai 1845 an die Augsburger Druckerei von Nikolaus Hartmann ausgeliefert wurde, wurde der Augsburger Druckmaschinenbau begründet. 1855 erwarben Buz und Reichenbach schließlich das Unternehmen.
Von 1845 bis 1856 arbeitete der Koenig & Bauer-Werksmeister Andreas Albert in der „C. Reichenbach’sche Maschinenfabrik“.
Im Jahr 1857 wurde die Firma in „Maschinenfabrik Augsburg AG“ umbenannt. 1861 schied Reichenbach aus der Geschäftsleitung aus, verblieb allerdings bis 1883 im Aufsichtsrat des Unternehmens. Im Jahr 1873 stellte die Firma bei der Weltausstellung in Wien eine nach dem Prinzip der „Walterpresse“ gebaute Rollenrotationsmaschine aus (siehe: Rotationsdruck). Im Jahr 1879 gelang dem Unternehmen mit der ersten deutschen Illustrations-Rotationsmaschine der erste rotative Illustrationsdruck in Europa.